# Lyriothemis tricolor
Lyriothemis tricolor är en trollsländeart som beskrevs av Friedrich Ris 1919. Lyriothemis tricolor ingår i släktet Lyriothemis och familjen segeltrollsländor. IUCN kategoriserar arten globalt som livskraftig. Inga underarter finns listade i Catalogue of Life.